# Johann Georg Schürer
Johann Georg (Adam) Schürer (* um 1720 in Raudnitz (Roudnice) an der Elbe in Böhmen; † 16. Februar 1786 in Dresden) war Musiker und Komponist am Dresdner Hof.

## Leben
Schürer war von 1732 bis 1739 Schüler am Kapellknabeninstitut in Dresden und von 1740 bis 1748 Lehrer an der Trivialschule der Jesuiten in Dresden.
Zwischen 1746 und 1748 führte die Mingottische Operntruppe fünf Opern von Schürer in Dresden auf. 1748 wurde Schürer „Kirchenkompositeur“ in der Hofkirche und erhielt ein Gehalt von 300 Talern. Seine Aufgabe war die Leitung der katholischen Kirchenmusik für den Dresdner Hof, zunächst in einer Kapelle am Taschenberg (ehemaliges Opernhaus am Taschenberg), ab 1751 in der neuerrichteten Hofkirche. In diesem Zusammenhang erhielt Schürer 1754 eine Gehaltsaufbesserung von 200 Talern. 1765 heiratete er die Kammersängerin Wilhelmine Denner. Seit 1772 wurde er von seinen Schülern Joseph Schuster und Franz Seydelmann unterstützt. Am Ende seines Lebens war Schürer nicht bei guter Gesundheit, so dass er 1773 und 1775 zwei Erholungsreisen unternahm. 1780 wurde er in den Ruhestand versetzt. Er starb 1786 in Dresden.

## Werke
Johann Georg Schürer hinterließ über sechshundert handschriftliche Partituren, u. a. 40 Messen, drei Requiems, 140 Psalmen, aber auch Oratorien, vier italienische Opern und ein deutsches Singspiel. Er verkaufte 1767, 1772 und 1782 Manuskripte seiner Kompositionen. Dazu fertigte er jeweils ein Verzeichnis an. Darin sind unter anderem die 40 Messen, drei Requiems und drei Te Deum sowie zahlreiche Kompositionen einzelner liturgischer Gesänge enthalten, wie des Regina caeli, des Salve Regina und der Lauretanischen Litanei, außerdem über 150 Psalmkompositionen. Schürers Werk ist nur zum Teil erhalten. Seine Anerkennung unter den Zeitgenossen soll darunter gelitten haben, dass er nie eine Reise nach Italien unternahm.
Seine Messe in C-Dur (1763) wurde am 31. März 2024 in der  Dresdner Hofkirche im Rahmen eines Pontifikalamts unter Domkapellmeister Christian Bonath mit den Dresdner Kapellknaben, dem Kathedralchor und Musikern der Sächsischen Staatskapelle erstmals wieder aufgeführt. 
Eine moderne „Welt-Erstaufführung“ nach fast 270 Jahren erlebte nun seine h-Moll-Messe (1757) am 8. Juni 2025 in der Katholischen Hofkirche im Rahmen eines Kapitelsamts unter Domkapellmeister Christian Bonath mit den Dresdner Kapellknaben, dem Kathedralchor und Musikern der Sächsischen Staatskapelle. Dazu mussten die alten Handschriften-Partituren in die heute gebräuchliche Form der Partitur übertragen werden.

### Opern
- Astrea placata ovvero La felicità della terra,  (Biaggio Campagnari nach Pietro Metastasio), componimento drammatico 1 Akt (7. Okt. 1746 Warschau; 29. Okt. 1746 Dresden, Mingottisches Theater)
- La Galatea (Pietro Metastasio), dramma per musica 2 Akte (8. Nov. 1746 Dresden, Mingottisches Theater)
- Doris, ein musikalisches Schäferspiel 2 Teile (13. Febr. 1747 Dresden, Mingottisches Theater)
- L’Ercole sul Termodonte (Giacomo Francesco Bussani), dramma per musica 3 Akte (19. Juli 1747 Dresden, Mingottisches Theater)
- Calandro (Stefano Pallavicino), comedia per musica 3 Akte (20. Jan. 1748 Dresden, Mingottisches Theater)

### Kirchenmusik
- Isacco figura del redentore (Pietro Metastasio, 1748)
- La passione di Gesù Cristo (Pietro Metastasio, 1755)